# Croisière (pilotage)
Pour les articles homonymes, voir Croisière.

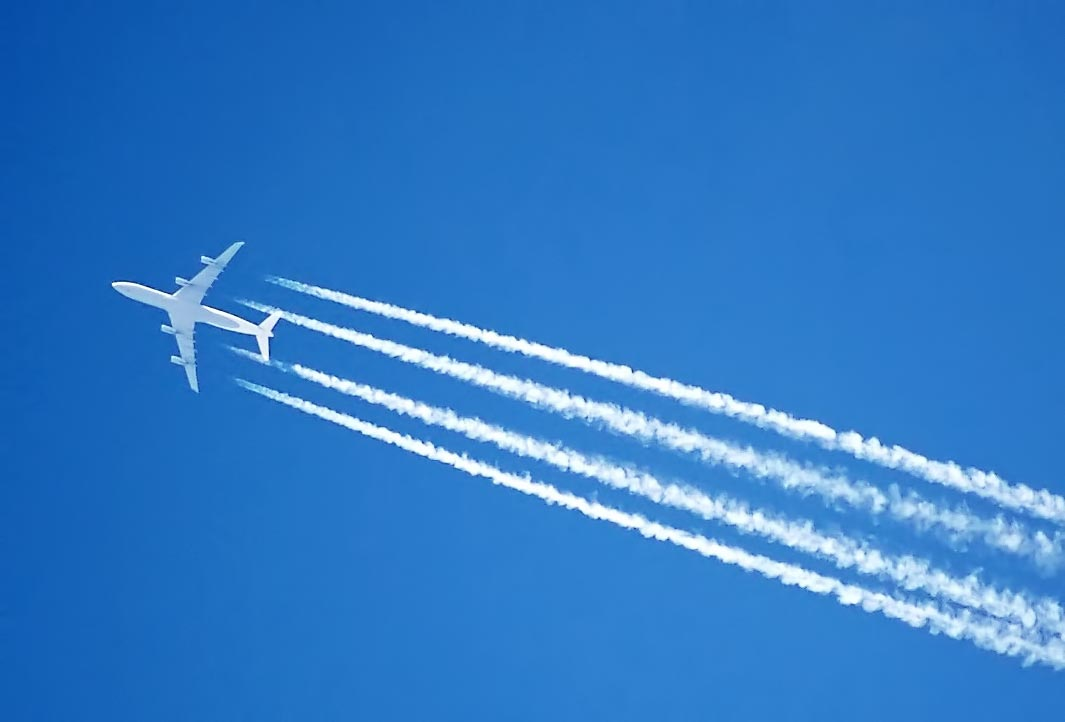
Un Airbus A340 en vol de croisière

La croisière est la phase du vol située entre le décollage et l'atterrissage. Elle inclut la montée vers l'altitude de croisière et la descente en vue de l'atterrissage.
Lors de cette phase, l'aéronef atteint une vitesse, dite vitesse de croisière, correspondant au régime des moteurs prévu pour la partie courante d'un vol, c'est-à-dire sans la phase de montée et d'approche en vue de l'atterrissage. L'aéronef suit un trajet dans une configuration optimale du point de vue de sa consommation en carburant, appelée « croisière économique » (en anglais : best performance cruise speed). Toutes les surfaces de contrôle extensibles (dispositif hypersustentateur) de même que le train d'atterrissage, si cela est possible, sont rétractées au maximum pour éviter toute traînée intempestive (clean configuration).
Les dernières générations d'avion de chasse, comme le Lockheed Martin F-22 Raptor américain et le Dassault Rafale français, ainsi que l'ancien avion de transport Concorde, disposent d'une vitesse de croisière supersonique qualifiée de supercruise (« supercroisière »), atteinte sans recours à la postcombustion.

## Généralités
L'exécution d'un vol comprend cinq phases principales :
- roulage ;
- décollage, puis montée à l'altitude de croisière ;
- croisière ;
- atterrissage, précédé de la descente à partir de l'altitude de croisière ;
- roulage.

La phase de croisière est, en principe, la partie la plus longue d'un vol. Les performances de l'avion sont donc optimisées pour cette phase. Le pilote choisit son altitude de croisière en fonction des performances de l'avion, de la durée de la croisière (les temps de montée et de descente ne sont pas négligeables), des courants aériens et de la réglementation locale. Sur un vol long il pourra être amené à modifier cette altitude sur certains segments.
Ordre de grandeur des altitudes de croisière utilisées par les avions de transport de passagers :
- moteur à pistons (avions anciens) :
- turbopropulseurs : 5 000 m
- turboréacteurs : > 10 000 m

Noter que pour un vol commercial, le choix de l'altitude de croisière inclut aussi des facteurs liés à la durée totale du vol.

## Choix de l'altitude de croisière
La consommation minimale de carburant n'est pas directement fonction de l'altitude, mais elle est proportionnelle à la vitesse et à la masse de l'avion et inversement proportionnelle à la densité de l'air.
La masse de l'avion diminue avec la consommation de carburant. En théorie il devrait monter en continu pour réduire sa consommation, mais cette option n'est pas possible pour le contrôle aérien. La montée, si elle est souhaitée, se fait par palier, après autorisation du contrôle aérien. (Note : le Comet, premier avion à réaction faisait exception car il était alors le seul à voler entre 12 000 et 14 000 m d'altitude. Cette exception a été ensuite utilisée par le Concorde dans la zone 15 000 - 18 000 m).

## Croisière en haute atmosphère
Le vol de croisière en haute atmosphère doit tenir compte de phénomènes météorologiques particuliers : les courants aériens. Il s'agit de zone d'environ 150 km de large où les vents soufflent en moyenne à 200 km/h. Suivant le sens du vol et celui du vent, le pilote cherchera à les éviter ou à les utiliser. Un calcul est nécessaire pour déterminer si l'allongement de la route est compensé par la prise en compte du phénomène.
En bordure des courants aériens on constate un phénomène de turbulences dit « en ciel clair » car il n'est pas lié à la présence de nuages. Les cartes de prévisions météorologiques donnent une estimation de la position et de la violence de ces turbulences et permettent aux pilotes de préparer leur route et les éviter.
Les nuages d'orage et les phénomènes associés (foudre, grêle, turbulence) se trouvent normalement à des altitudes relativement basses sauf dans la zone équatoriale où les nuages peuvent atteindre 16 000 mètres d'altitude et être un problème pour la navigation des avions de transport.

## Pilotage dans la partie haute du domaine de vol
- Risque de décrochage
- Vitesse du son

Le diagramme ci-contre montre la plage de vitesse utilisable par l'avion en fonction de l'altitude. À une altitude donnée, la courbe de gauche donne la valeur minimale de vitesse à maintenir pour éviter le décrochage dit « basse vitesse » ; la courbe de droite donne la valeur maximale de vitesse à ne pas dépasser pour éviter les phénomènes transsoniques et le décrochage dit « haute vitesse ». On voit que plus l'altitude est élevée plus l'écart entre les deux vitesses est faible. Le contrôle précis de la vitesse devient crucial près du sommet. La tâche est facilitée par le pilote automatique et l'automanette, cependant la zone supérieure du diagramme avait reçu le nom de « coin du cercueil » en raison des nombreux incidents et accidents de vol rencontrés avant le perfectionnement des aides au pilotage. Dans cette situation, la perte soudaine de ces automatismes peut aboutir à la sortie du domaine de vol.

## Tâches du pilote pendant la croisière
Beaucoup d'avions sont maintenant équipés de pilotes automatiques permettant de contrôler et maintenir les paramètres de pilotage et de navigation. La tâche du pilote pendant la croisière est simplifiée et son rôle essentiel est alors de contrôler le bon fonctionnement de tous les systèmes. Les pilotes de ligne suivent, et anticipent, le déroulement du vol. Ils vérifient ensemble l'exactitude de la route suivie, communiquent avec le contrôle aérien, prennent les météos des aérodromes éventuellement utilisables en cas de problème, surveillent le radar et évitent les cellules orageuses, et, pour réduire la consommation, changent de niveau de vol dès que la masse de l'avion le permet.

## Risques médicaux liés aux croisières en haute altitude
Selon les statistiques compilées par Boeing, la phase de croisière est celle où les risques d'accident sont les plus faibles. Par contre c'est celle où le taux de mortalité est le plus élevé en cas d'accident.